# Malick Thiaw
Malick Laye Thiaw (Düsseldorf, 8 augustus 2001) is een Duits-Fins voetballer die doorgaans als centrale verdediger speelt. Hij verruilde Schalke 04 in augustus 2022 voor AC Milan. Thiaw debuteerde in 2023 in het Duits voetbalelftal.

## Clubcarrière
Thiaw werd geboren in Duitsland als zoon van een Senegalese vader en een Finse moeder. Hij begon met voetballen bij amateurclub TV Kalkum-Wittlaer in Düsseldorf. Fortuna Düsseldorf nam hem in 2009 op in de jeugdopleiding, waarna hij ook in die van Bayer Leverkusen, Borussia Mönchengladbach en Schalke 04 speelde. Voor laatstgenoemde club debuteerde hij op 7 maart 2020 in de Bundesliga, tegen Hoffenheim. Thiaw begon vanaf oktober 2020 regelmatig in de basis. Schalke degradeerde dat seizoen naar de 2. Bundesliga. Hij behoorde tot de kern van spelers die de club in seizoen 2021/22 meteen weer terugbrachten naar het hoogste niveau.
Thiaw begon nog wel met Schalke aan seizoen 2022/23, maar tekende na vier speelronden voor vijf jaar bij AC Milan, de kampioen van Italië in het voorgaande seizoen. Hiervoor kwam hij in zijn eerste jaar twintig keer in actie in de Serie A. Daarnaast speelde hij voor het eerst in de Champions League.

## Clubstatistieken
| Seizoen    | Club       | Competitie    | Competitie | Competitie | Beker | Beker | Internationaal | Internationaal | Totaal | Totaal |
| Seizoen    | Club       | Competitie    | Wed.       | Dlp.       | Wed.  | Dlp.  | Wed.           | Dlp.           | Wed.   | Dlp.   |
| ---------- | ---------- | ------------- | ---------- | ---------- | ----- | ----- | -------------- | -------------- | ------ | ------ |
| 2019/20    | Schalke 04 | Bundesliga    | 4          | 0          | 0     | 0     | –              | –              | 4      | 0      |
| 2020/21    | Schalke 04 | Bundesliga    | 19         | 1          | 3     | 0     | –              | –              | 22     | 1      |
| 2021/22    | Schalke 04 | 2. Bundesliga | 31         | 2          | 1     | 0     | –              | –              | 32     | 2      |
| 2022/23    | Schalke 04 | Bundesliga    | 3          | 0          | 0     | 0     | –              | –              | 3      | 0      |
| Clubtotaal | Clubtotaal | Clubtotaal    | 57         | 3          | 4     | 0     | 0              | 0              | 61     | 3      |
| 2022/23    | AC Milan   | Serie A       | 20         | 0          | 0     | 0     | 4              | 0              | 24     | 0      |
| Clubtotaal | Clubtotaal | Clubtotaal    | 20         | 0          | 0     | 0     | 4              | 0              | 24     | 0      |

Bijgewerkt op 16 juli 2023.

## Interlandcarrière
Thiaw had nog nooit voor een nationale jeugdselectie gespeeld toen Stefan Kuntz hem in maart 2021 opnam in de selectie van Duitsland –21 voor het EK –21 van 2021. Zijn team won dat toernooi, maar hij deed zelf geen minuut mee.
Hij speelde in 2021 en 2022 wel vrijwel de hele kwalificatie voor het EK –21 van 2023. Tijdens dit toernooi deed hij opnieuw niet mee, maar deze keer omdat bondscoach Hansi Flick hem bij de selectie van het Duits voetbalelftal had gehaald. Thiaw debuteerde op 16 juni 2023 als Duits international. Flick gunde hem toen een basisplaats in een met 1–0 verloren oefeninterland tegen Polen. Vier dagen later mocht hij ook beginnen in een met 0–2 verloren oefeninterland tegen Colombia.